# بوب فوكس
بوب فوكس (بالإنجليزية: Bob Fox)‏ هو مهندس معماري أمريكي، ولد في 1941.